# Culicoides karenensis
Culicoides karenensis är en tvåvingeart som beskrevs av Glick 1990. Culicoides karenensis ingår i släktet Culicoides och familjen svidknott.
Artens utbredningsområde är Kenya. Inga underarter finns listade i Catalogue of Life.